# A lyga 2020
Die A lyga 2020 war die 31. Spielzeit der höchsten litauischen Spielklasse im Männerfußball. Sie begann am 6. März 2020. Nur der erste Spieltag konnte planmäßig durchgeführt werden. Der zweite Spieltag fand wegen der COVID-19-Pandemie in Litauen erst am 30. Mai 2020 statt. Die Saison endete am 14. November 2020. Titelverteidiger war Sūduva Marijampolė.

## Modus
Geplant war, dass die sechs Teams jeweils sechsmal gegeneinander antreten. Wegen der COVID-19-Pandemie und der damit verbundenen Pause von fast drei Monaten spielten alle Teams nur noch viermal gegeneinander; zweimal zuhause und zweimal auswärts. Einen Absteiger gab es nicht. Der LFF kündigte an, die Liga in der folgenden Spielzeit auf zehn Vereine auszuweiten. Bei Punktgleichheit zählte der direkte Vergleich.

## Vereine
Drei Vereine schieden in der letzten Saison aus. Der FC Stumbras wurde aufgelöst, Atlantas Klaipėda und der FK Palanga wurden wegen zahlreicher Spielmanipulationen ausgeschlossen. Teilnehmer waren die ersten fünf Vereine der letzten Saison sowie Aufsteiger Banga Gargždai.
| Verein              | Stadt       | Stadion                     | Kapazität |
| ------------------- | ----------- | --------------------------- | --------- |
| FK Panevėžys        | Panevėžys   | Aukštaitija-Stadion         | 6.600     |
| Sūduva Marijampolė  | Marijampolė | Hikvision Arena             | 6.250     |
| FK Žalgiris Vilnius | Vilnius     | LFF-Stadion                 | 5.422     |
| FK Riteriai         | Vilnius     | LFF-Stadion                 | 5.422     |
| Banga Gargždai      | Gargždai    | Centrinis stadionas         | 2.323     |
| FK Kauno Žalgiris   | Kaunas      | Kauno Zalgirio FA stadionas | 0500      |

## Abschlusstabelle
| Pl. | Verein                    | Sp. | S  | U | N  | Tore    | Diff. | Punkte |
| --- | ------------------------- | --- | -- | - | -- | ------- | ----- | ------ |
| 1.  | FK Žalgiris Vilnius       | 20  | 14 | 3 | 3  | 042:140 | +28   | 45     |
| 2.  | Sūduva Marijampolė (M, P) | 20  | 13 | 4 | 3  | 032:180 | +14   | 43     |
| 3.  | FK Kauno Žalgiris         | 20  | 12 | 2 | 6  | 030:180 | +12   | 38     |
| 4.  | Banga Gargždai (N)        | 20  | 3  | 7 | 10 | 016:300 | −14   | 16     |
| 5.  | FK Panevėžys              | 20  | 2  | 6 | 12 | 019:380 | −19   | 12     |
| 6.  | FK Riteriai               | 20  | 2  | 6 | 12 | 017:380 | −21   | 12     |

Platzierungskriterien: 1. Punkte – 2. Direkter Vergleich (Punkte, Tordifferenz, geschossene Tore) – 3. Tordifferenz – 4. geschossene Tore

| (M) | amtierender litauischer Meister     |
| (P) | amtierender litauischer Pokalsieger |
| (N) | Neuaufsteiger                       |

## Kreuztabelle
| Spieltag 1–10       | FK Žalgiris Vilnius | Sūduva Marijampolė | FK Kauno Žalgiris | Banga Gargždai | FK Panevėžys | FK Riteriai |
| FK Žalgiris Vilnius |                     | 4:0                | 2:3               | 0:0            | 4:0          | 0:1         |
| Sūduva Marijampolė  | 1:1                 |                    | 1:0               | 1:0            | 3:0          | 1:0         |
| FK Kauno Žalgiris   | 0:1                 | 0:1                |                   | 2:0            | 2:0          | 2:1         |
| Banga Gargždai      | 0:1                 | 0:2                | 1:1               |                | 2:0          | 1:1         |
| FK Panevėžys        | 1:2                 | 1:3                | 0:2               | 2:1            |              | 2:1         |
| FK Riteriai         | 0:7                 | 1:3                | 0:3               | 0:1            | 1:1          |             |

| Spieltag 11–20      | FK Žalgiris Vilnius | Sūduva Marijampolė | FK Kauno Žalgiris | Banga Gargždai | FK Panevėžys | FK Riteriai |
| FK Žalgiris Vilnius |                     | 3:0                | 3:1               | 1:0            | 3:2          | 1:0         |
| Sūduva Marijampolė  | 2:0                 |                    | 1:1               | 0:0            | 1:0          | 7:1         |
| FK Kauno Žalgiris   | 0:1                 | 3:0                |                   | 2:3            | 3:2          | 1:0         |
| Banga Gargždai      | 0:4                 | 1:2                | 1:2               |                | 3:3          | 1:1         |
| FK Panevėžys        | 1:2                 | 1:1                | 0:1               | 1:1            |              | 1:1         |
| FK Riteriai         | 2:2                 | 1:2                | 0:1               | 4:0            | 1:1          |             |

## Torschützenliste
| Pl. | Name             | Team                | Tore |
| --- | ---------------- | ------------------- | ---- |
| 01. | Hugo Videmont    | FK Žalgiris Vilnius | 13   |
| 02. | Josip Tadić      | Sūduva Marijampolė  | 11   |
| 03. | Linas Pilibaitis | FK Kauno Žalgiris   | 08   |
| 04. | Liviu Antal      | FK Žalgiris Vilnius | 06   |
| 05. | Mihret Topčagić  | Sūduva Marijampolė  | 05   |
| 05. | Jorge Elias      | FK Panevėžys        | 05   |